# Náttmálahnjúkur
Náttmálahnjúkur är en bergstopp i republiken Island. Den ligger i regionen Austurland, 400 km öster om huvudstaden Reykjavík. Toppen på Náttmálahnjúkur är 890 meter över havet.
Trakten runt Náttmálahnjúkur är nära nog obefolkad, med mindre än två invånare per kvadratkilometer. Närmaste större samhälle är Vopnafjörður, omkring 19 kilometer nordväst om Náttmálahnjúkur. Trakten runt Náttmálahnjúkur består i huvudsak av gräsmarker.